# Gus Gerard
Gus Gerard (ur. 27 lipca 1953 w Uniontown) – amerykański koszykarz, występujący na pozycjach rzucającego obrońcy oraz niskiego skrzydłowego.
Jego kariera została ograniczona przez problemy z narkotykami. Po jej zakończeniu został licencjonowanym konsultantem od uzależnień, pracującym dla programu Bouncing Back. W jego ramach sportowcy, tacy jak on sam, jego klubowy kolega ze Spirits of St. Louis – Marvin Barnes, czy były gracz NBA Dirk Minniefield podróżowali po kraju, robiąc prelekcje o uzależnieniach, swoich doświadczeniach z narkotykami oraz odwyku w szkołach oraz rozmaitych firmach.

## Osiągnięcia
NCAA
- Zaliczony do II składu konferencji Atlantic Coast (ACC – 1974)

ABA
- Wicemistrz ABA (1976)[3]
- Uczestnik meczu gwiazd ABA (1976)[3]
- Zaliczony do I składu debiutantów ABA (1975)[4]

Reprezentacja
- Mistrz igrzysk panamerykańskich (1975)[5]
- Brązowy medalista mistrzostw świata (1974)[6]